# چربی خرچنگ

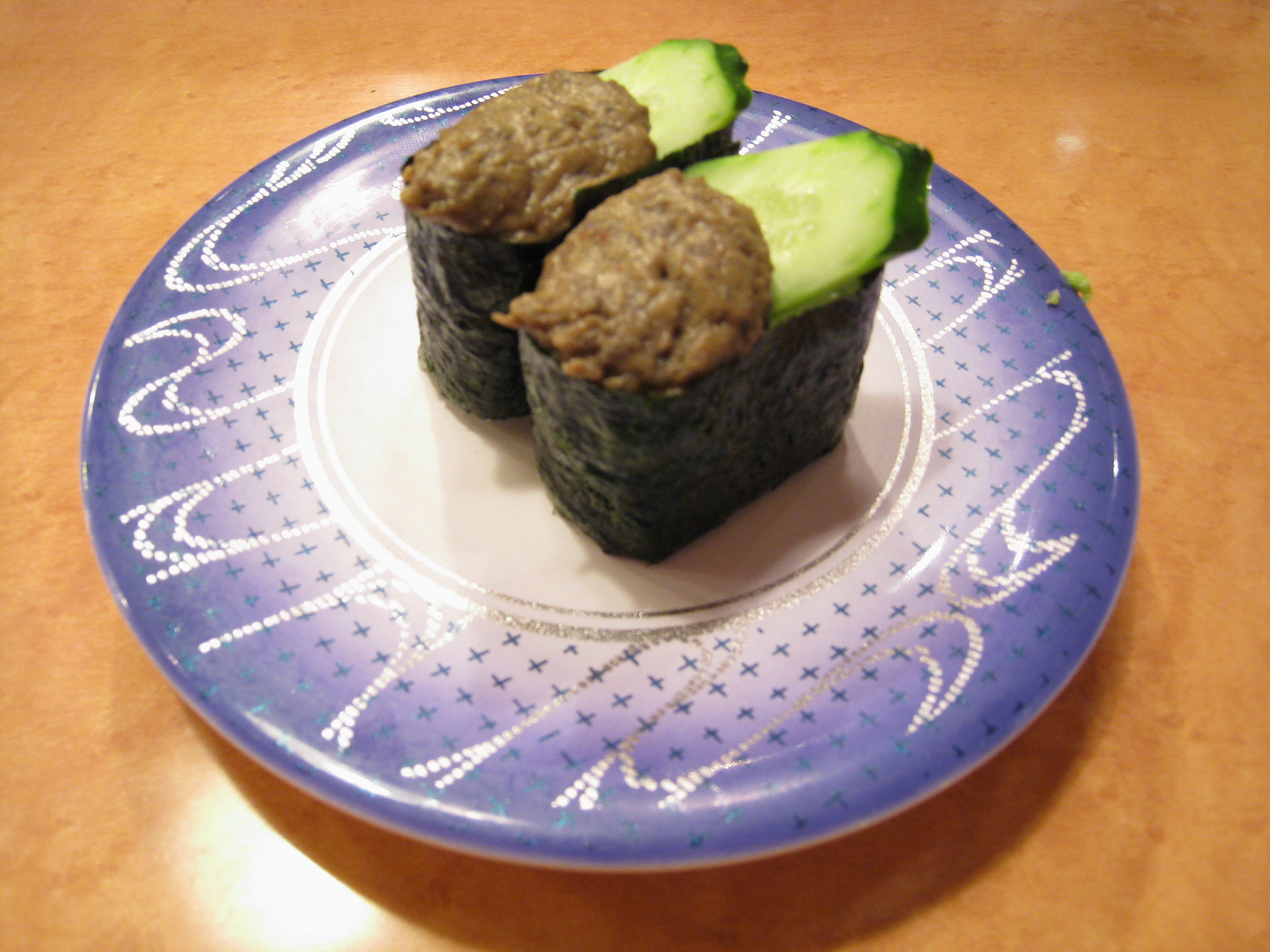
کانی میسو یکی از عناصر سوشی است.

چربی خرچنگ (tumale)، تامالی ماده نرم و سبز رنگی است که در حفره بدنی خرچنگ دریایی یا شاه‌میگو یافت می‌شود، که عملکرد کبد و لوزالمعده را انجام می‌دهد.
به زبان ژاپنی کانی میسو نامیده می‌شود و یکی از عناصر سوشی است.